# 多尼亚门西亚
多尼亚门西亚，是西班牙安达卢西亚自治区科尔多瓦省的一个市镇。总面积15平方公里，总人口4931人（2001年），人口密度329人/平方公里。